# Glicosilase

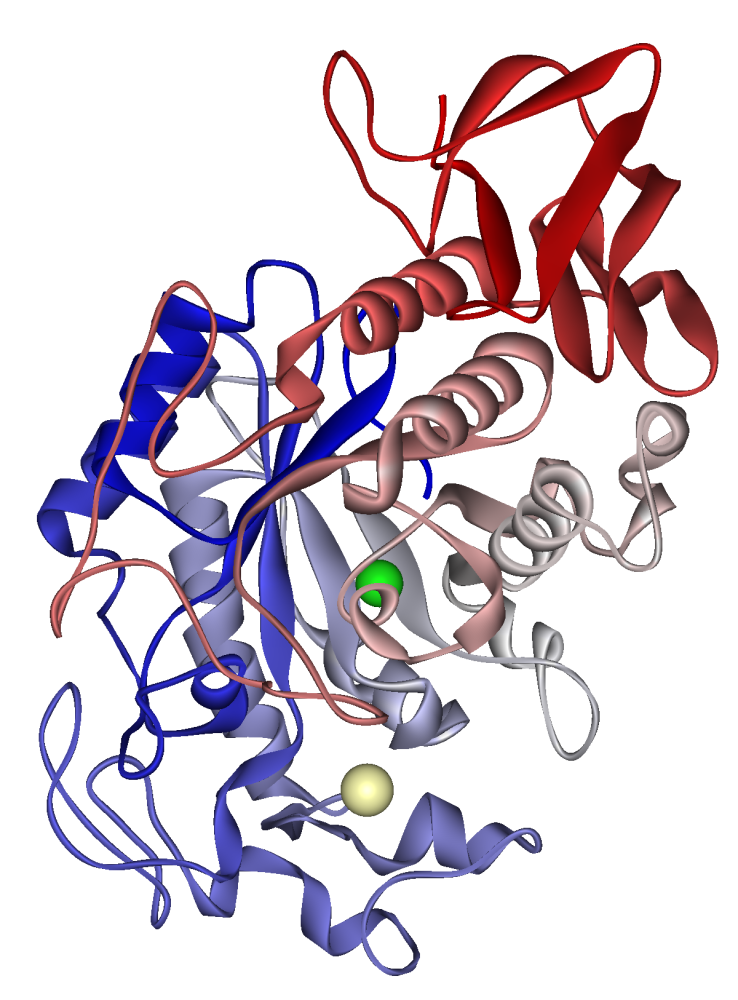
Reconstrução da ensima glicosilasea

As glicosilases (EC 3.2) são enzimas que hidrolisam os compostos glicosila. Eles são um tipo de hidrolase (EC 3). Por sua vez, as glicosilases são divididas em dois grupos: glicosidases — enzimas que hidrolisam os compostos O- e S-glicosila (EC 3.2.1) — e enzimas que hidrolisam os compostos N-glicosila (EC 3.2.2).